# 호호캄 스타디움
호호캄 스타디움(Hohokam Stadium)은 미국 애리조나주 메사에 있는 12,500석 규모의 야구장이다. 1997년부터 2013년까지 메이저 리그 베이스볼 (MLB) 팀 시카고 컵스의 스프링 트레이닝 전용 구장이었으며, 2015년부터는 오클랜드 애슬레틱스가 스프링 캠프 구장으로 이용하고 있다.